# Billy Quirk
Billy Quirk, all'anagrafe William A. Quirk (Jersey City, 29 marzo 1873 – Los Angeles, 20 aprile 1926), è stato un attore statunitense che lavorò esclusivamente all'epoca del cinema muto.

## Biografia
Nato nel New Jersey, William Quirk (chiamato familiarmente Billy, nome con cui fu poi conosciuto anche dal pubblico) intraprese la carriera cinematografica alla Biograph nel 1909, diretto da D.W. Griffith. Fu il primo di 197 film che l'attore girò fino al 1924. Nel 1916, diresse anche un film, The Flirt, prodotto dalla Rolma Films Inc., una piccola casa di produzione indipendente.
Billy Quirk morì a Los Angeles nel 1926 a 53 anni.

## Filmografia

### Attore
- A Sound Sleeper, regia di D.W. Griffith (1909)
- The Son's Return, regia di D.W. Griffith (1909)
- The Faded Lilies, regia di D.W. Griffith (1909)
- Was Justice Served?, regia di D.W. Griffith (1909)
- The Mexican Sweethearts, regia di D.W. Griffith (1909)
- The Necklace, regia di D. W. Griffith – cortometraggio (1909)
- The Cardinal's Conspiracy, regia di D.W. Griffith – cortometraggio (1909)
- The Renunciation, regia di D.W. Griffith – cortometraggio (1909)
- Sweet and Twenty, regia di D. W. Griffith – cortometraggio (1909)
- A Convict's Sacrifice, regia di D.W. Griffith – cortometraggio (1909)
- A Strange Meeting, regia di D.W. Griffith – cortometraggio (1909)
- They Would Elope, regia di D.W. Griffith – cortometraggio (1909)
- With Her Card, regia di D.W. Griffith – cortometraggio (1909)
- His Wife's Visitor, regia di D.W. Griffith – cortometraggio (1909)
- Oh, Uncle!, regia di D.W. Griffith – cortometraggio (1909)
- Pranks, regia di D.W. Griffith – cortometraggio (1909)
- The Little Darling, regia di D.W. Griffith – cortometraggio (1909)
- The Hessian Renegades, regia di D.W. Griffith – cortometraggio (1909)
- The Children's Friend, regia di D.W. Griffith – cortometraggio (1909)
- Getting Even, regia di D.W. Griffith – cortometraggio (1909)
- The Broken Locket, regia di D.W. Griffith – cortometraggio (1909)
- A Fair Exchange, regia di D.W. Griffith – cortometraggio (1909)
- Leather Stocking, regia di D.W. Griffith – cortometraggio (1909)
- Pippa Passes or Pippa Passes; or, The Song of Conscience, regia di D.W. Griffith – cortometraggio (1909)
- The Little Teacher, regia di D.W. Griffith – cortometraggio (1909)
- A Change of Heart, regia di D.W. Griffith – cortometraggio (1909)
- Lines of White on a Sullen Sea, regia di D.W. Griffith – cortometraggio (1909)
- What's Your Hurry?, regia di D.W. Griffith – cortometraggio (1909)
- The Gibson Goddess, regia di D.W. Griffith – cortometraggio (1909)
- Nursing a Viper, regia di D.W. Griffith – cortometraggio (1909)
- The Light That Came, regia di D.W. Griffith – cortometraggio (1909)
- Two Women and a Man, regia di D.W. Griffith (1909) – cortometraggio
- A Sweet Revenge, regia di D.W. Griffith – cortometraggio (1909)
- A Midnight Adventure, regia di D.W. Griffith – cortometraggio (1909)
- The Mountaineer's Honor, regia di D.W. Griffith – cortometraggio (1909)
- The Trick That Failed, regia di D.W. Griffith – cortometraggio (1909)
- In the Window Recess, regia di D.W. Griffith – cortometraggio (1909)
- Through the Breakers, regia di D.W. Griffith – cortometraggio (1909)
- The Red Man's View, regia di D.W. Griffith – cortometraggio (1909)
- A Corner in Wheat, regia di D.W. Griffith – cortometraggio (1909)
- The Test, regia di D.W. Griffith – cortometraggio (1909)
- In Little Italy, regia di D.W. Griffith – cortometraggio (1909)
- To Save Her Soul, regia di D.W. Griffith – cortometraggio (1909)
- Choosing a Husband, regia di D.W. Griffith – cortometraggio (1909)
- The Heart of an Outlaw, regia di David W. Griffith – cortometraggio (1909)

- The Dancing Girl of Butte, regia di David W. Griffith (1910)
- The Call, regia di David W. Griffith – cortometraggio (1910)
- The Last Deal, regia di David W. Griffith – cortometraggio (1910)
- The Woman from Mellon's, regia di D.W. Griffith (1910)
- One Night and Then, regia di David W. Griffith – cortometraggio (1910)
- The Newlyweds, regia di David W. Griffith – cortometraggio (1910)
- Faithful, regia di David W. Griffith – cortometraggio (1910)
- The Smoker, regia di David W. Griffith – cortometraggio (1910)
- His Last Dollar, regia di David W. Griffith – cortometraggio (1910)
- The Two Brothers, regia di David W. Griffith – cortometraggio (1910)
- A Rich Revenge, regia di David W. Griffith – cortometraggio (1910)
- The Way of the World, regia di David W. Griffith – cortometraggio (1910)
- Up a Tree, regia Frank Powell – cortometraggio (1910)
- An Affair of Hearts, regia di Frank Powell – cortometraggio (1910)

- A Knot in the Plot, regia di David W. Griffith – cortometraggio (1910)
- The Face at the Window, regia di David W. Griffith – cortometraggio (1910)
- Never Again, regia di Frank Powell – cortometraggio (1910)
- May and December, regia di Frank Powell – cortometraggio (1910)
- Muggsy's First Sweetheart, regia di David W. Griffith – cortometraggio (1910)
- A Midnight Cupid, regia di David W. Griffith – cortometraggio (1910)
- A Child's Faith, regia di David W. Griffith – cortometraggio (1910)
- Serious Sixteen, regia di David W. Griffith – cortometraggio (1910)
- When We Were in Our Teens, regia di Frank Powell – cortometraggio (1910)
- Wilful Peggy, regia di David W. Griffith – cortometraggio (1910)
- Muggsy Becomes a Hero, regia di Frank Powell – cortometraggio (1910)
- The Oath and the Man, regia di David W. Griffith – cortometraggio (1910)
- A Simple Mistake, regia di Theodore Wharton – cortometraggio (1910)
- The Hoodoo, regia di Theodore Wharton – cortometraggio (1910)
- A Summer Flirtation, regia di Theodore Wharton – cortometraggio (1910)
- A Lucky Toothache, regia di Frank Powell – cortometraggio (1910)
- The Other Way, regia di Theodore Wharton – cortometraggio (1910)
- How Rastus Gets His Turkey, regia di Theodore Wharton – cortometraggio (1910)
- The Animated Armchair – cortometraggio (1910)
- Running Away from a Fortune – cortometraggio (1910)
- Father Against His Will – cortometraggio (1911)
- Hearts, Hunger, Happiness – cortometraggio (1911)
- The Burglar's Fee – cortometraggio (1911)
- Billy in Trouble, regia di George LeSoir – cortometraggio (1911)
- Billy's Marriage, regia di George LeSoir – cortometraggio (1911)
- College Sweethearts, regia di George LeSoir – cortometraggio (1911)
- A Pinch of Snuff, regia di George LeSoir – cortometraggio (1911)
- The Professor's Daughters – cortometraggio (1912)
- Bill's Bills – cortometraggio (1912)
- Parson Sue – cortometraggio (1912)
- A Man's a Man – cortometraggio (1912)
- A Windy Dream – cortometraggio (1912)
- The Fixer Fixed – cortometraggio (1912)

- Josie's Legacy, regia di Lee Beggs – cortometraggio (1914)
- The Evolution of Percival, regia di Lee Beggs – cortometraggio (1914)
- In Bridal Attire, regia di Lee Beggs – cortometraggio (1914)
- Convict, Costumes and Confusion, regia di Lee Beggs – cortometraggio (1914)
- The Inn of the Winged Gods, regia di Jacques Jaccard – cortometraggio (1914)
- The Egyptian Mummy, regia di Pat Hartigan – cortometraggio (1914)
- Forcing Dad's Consent, regia di Lee Beggs – cortometraggio (1914)
- Double Trouble, regia di Christy Cabanne (1915)
- Billy's Wager, regia di Lee Beggs – cortometraggio (1915)
- A Mix-Up in Dress Suitcases, regia di Lee Beggs – cortometraggio (1915)
- The Green Cat, regia di Lee Beggs – cortometraggio (1915)
- The Young Man Who 'Figgered' , regia di Lee Beggs – cortometraggio (1915)
- Burglarious Billy, regia di Lee Beggs – cortometraggio (1915)
- A Study in Tramps, regia di Lee Beggs – cortometraggio (1915)
- The Master of His House, regia di Lee Beggs – cortometraggio (1915)
- The Boarding House Feud, regia di Lee Beggs – cortometraggio (1915)
- The Vanishing Vault, regia di Lee Beggs – cortometraggio (1915)
- Dimples, the Auto Salesman, regia di Wilfrid North – cortometraggio (1915)
- Spades Are Trumps, regia di Lee Beggs – cortometraggio (1915)
- Bertie's Stratagem, regia di Lee Beggs – cortometraggio (1915)
- Billy the Bear Tamer, regia di Lee Beggs – cortometraggio (1915)
- Dimples and the Ring, regia di Wilfrid North – cortometraggio (1915)
- What Happened to Father, regia di C.J. Williams (1915)
- Intolerance, regia di David Wark Griffith (1916)
- The Flirt, regia di Billy Quirk – cortometraggio (1916)
- The Web of Life, regia di George K. Rolands (1917)
- Susie of the Follies – cortometraggio (1917)
- Billy, the Governess – cortometraggio (1917)
- His Day Out, regia di Arvid E. Gillstrom – cortometraggio (1918)
- Bride and Broom – cortometraggio (1921)
- The Man Worthwhile, regia di Romaine Fielding (1921)
- At the Stage Door, regia di Christy Cabanne (1921)
- The Brown Derby – cortometraggio (1921)
- An Eastern Breeze – cortometraggio (1921)
- My Old Kentucky Home, regia di Ray C. Smallwood (1922)
- Success, regia di Ralph Ince (1923)
- The Glimpses of the Moon, regia di Allan Dwan (1923)
- Salomy Jane, regia di George Melford (1923)
- Broadway Broke, regia di J. Searle Dawley (1923)
- A Bride for a Knight (1923)
- The Dixie Handicap, regia di Reginald Barker (1924)

### Regista
- The Flirt (1916)